# Wenta (filantropia)

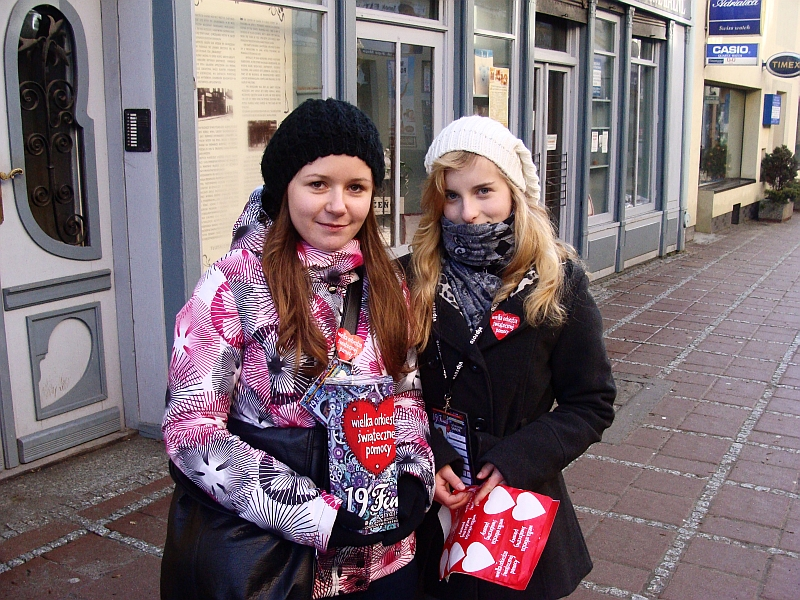
Zbiórka pieniędzy na cele dobroczynne

Wenta – tak nazywano kiermasz, z którego dochody, przeznaczane były następnie na cele dobroczynne.